# Фирсово (Алтайский край)
Фи́рсово — село в Первомайском районе Алтайского края, входит в состав муниципального образования Санниковский сельсовет.

## Физико-географическая характеристика
Географическое положение и природные условия
Село Фирсово расположено в лесостепной зоне, в долине Верхней Оби у подножия Бийско-Чумышской возвышенности на левом берегу реки Лосиха.
Характерной особенностью местности вблизи села Фирсово является наличие старого русла Лосихи, периодически затопляемого в период половодья. В целом, село находится на территории с преобладанием болотно-луговых ландшафтов.
Южная граница села упирается в крупное (1600 га) торфяное болото Моховое. На севере расположены заболоченные, преимущественно берёзовые, леса, с выраженным ярусом кустарников. Восточная часть села граничит с участком Верхне-Обского бора. В садах выращиваются плодово-ягодные культуры: вишня, груша, малина, облепиха, слива, смородина, яблоня.
Состав почв: В границах села распространены пойменные луговые и темно-серые лесные почвы, а для лиственных лесов вокруг села характерны солоди и серые лесные осолоделые почвы.
Климат
Село Фирсово находится в районе с резко континентальным довольно сухим климатом. Зима — продолжительная и холодная, с устойчивым снежным покровом; лето — короткое и жаркое.
Преимущественным направлением ветра является юго-западное (27 %). Среднегодовая скорость ветра — 4,1 м/с.
Часовой пояс
Село Фирсово, как и весь Алтайский край, находится в часовой зоне МСК+4. Смещение применяемого времени относительно UTC составляет +7:00.

## Население
| 1763  | 1859  | 1880 | 1893 | 1897 | 1899 |
| ----- | ----- | ---- | ---- | ---- | ---- |
| 145   | ↗201  | ↗399 | ↗538 | ↗699 | ↘670 |
| 1911  | 1926  | 1997 | 1998 | 1999 | 2000 |
| ↗1335 | ↗1363 | ↘521 | ↘506 | ↘502 | ↘478 |
| 2001  | 2002  | 2003 | 2004 | 2005 | 2006 |
| ↗505  | ↗550  | ↘536 | ↗539 | ↘531 | ↗532 |
| 2007  | 2008  | 2009 | 2010 | 2011 | 2012 |
| ↗603  | ↗611  | ↗655 | ↗693 | ↗694 | ↗740 |
| 2013  |       |      |      |      |      |
| ↗807  |       |      |      |      |      |

Unable to compile EasyTimeline input:

Timeline generation failed: 5 errors found

Line 71:   bar:2021 from:0 till: 2 343

- Invalid attribute '343' ignored.

```
 Specify attributes as 'name:value' pairs.

```

Line 71:   bar:2021 from:0 till: 2 343

- PlotData invalid. Bar '2021' not (properly) defined.

Line 98:   bar:2021 at: 2 343 fontsize:S text: 2 343 shift:(0,5)

- Invalid attribute '343' ignored.

```
 Specify attributes as 'name:value' pair(s).

```

Line 98:   bar:2021 at: 2 343 fontsize:S text: 2 343 shift:(0,5)

- Invalid attribute '343' ignored.

```
 Specify attributes as 'name:value' pairs.

```

Line 98:   bar:2021 at: 2 343 fontsize:S text: 2 343 shift:(0,5)

- PlotData invalid. Bar '2021' not (properly) defined.

|                         | 1763 | 1859 | 1880* | 1893 | 1897 | 1899 | 1911   | 1926   | 2000 | 2007 | 2008 | 2009 | 2010 | 2012 |
| ----------------------- | ---- | ---- | ----- | ---- | ---- | ---- | ------ | ------ | ---- | ---- | ---- | ---- | ---- | ---- |
| Всего жителей           | 145  | ↗201 | ↗399  | ↗538 | ↗699 | ↗670 | ↗1 335 | ↗1 363 | ↘478 | ↗603 | ↗611 | ↗655 | ↘653 | ↗694 |
| - мужчин                | 145  | ↗201 | ↗399  | ↗538 | ↗699 | ↘670 | ↗1 335 | ↗1 363 | x    | x    | x    | x    | x    | x    |
| - женщин                | 94   | ↗98  | ↗194  | ↗261 | ↗352 | ↗333 | ↗671   | ↘626   | x    | x    | x    | x    | x    | x    |
| Всего дворов (хозяйств) | х    | ↗35  | ↗73   | ↗92  | x    | ↗93  | ↗212   | ↗312   | x    | x    | x    | x    | x    | ↘250 |

## История
История села Фирсово, как и многих поселений Первомайского района, тесно связана с проникновением русского населения на Правобережье Верхней Оби и строительством оборонительной линии, защищавшей население от набегов кочевников. Возле Белоярской крепости, возведённой в 1717 году, появляются многочисленные деревни, хутора и населённые пункты. Датой основания села Фирсово считается 1724 год. 

## Административное положение
В административном отношении Фирсово находится в центре Первомайского района, расположенного в северо-восточной части Алтайского края. Относится к Санниковскому сельсовету, в состав которого также входит село Санниково (административный центр сельсовета). Ближайшими городами являются: Барнаул и Новоалтайск.